# Gobierno de Irakli Kobajidze
El gobierno de Irakli Kobajidze es el actual gobierno de Georgia, dirigido por Irakli Kobajidze como 
primer ministro. Está formado por miembros del partido gobernante Sueño Georgiano. Kobaji fue nominado como primer ministro por el partido Sueño Georgiano el 1 de febrero de 2024.
Presentó su composición y programa de gobierno al Parlamento el 2 de febrero de 2024.El gabinete fue confirmado por el Parlamento luego de las audiencias previas a la confirmación el 8 de febrero de 2024. Sucedió al segundo gobierno de Garibashvili después de la renuncia de Irakli Garibashvili el 29 de enero de 2024. 

## Gabinete
| Cargo                                                                                         | Titular             | Periodo                                         | Partido         |
| --------------------------------------------------------------------------------------------- | ------------------- | ----------------------------------------------- | --------------- |
| Primer Ministro                                                                               | Irakli Kobakhidze   | 8 de febrero de 2024 – 26 de octubre de 2024    | Sueño Georgiano |
| Ministro de finanzas                                                                          | Lasha Khutsishvili  | 1 de abril de 2021 – 26 de octubre de 2024      | Sueño Georgiano |
| Ministro de Economía y Desarrollo Sostenible                                                  | Levan Davitashvili  | 8 de febrero de 2024- 26 de octubre de 2024     | Sueño Georgiano |
| Ministros de Desplazados internos de Territorios Ocupados, Trabajo, Salud y Protección Social | Zurab Azarashvili   | 30 de diciembre de 2021 – 1 de marzo de 2024    | Sueño Georgiano |
| Ministros de Desplazados internos de Territorios Ocupados, Trabajo, Salud y Protección Social | Mikheil Sarjveladze | 11 de marzo de 2024 – 26 de octubre de 2024     | Sueño Georgiano |
| Ministro del interior                                                                         | Vakhtang Gomelauri  | 8 de septiembre de 2019 – 26 de octubre de 2024 | Sueño Georgiano |
| Ministro de Justicia                                                                          | Rati Bregadze       | 1 de abril de 2021 – 26 de octubre de 2024      | Sueño Georgiano |
| Ministro de Relaciones Exteriores                                                             | Ilia Darchiashvili  | 4 de abril de 2022 – 26 de octubre de 2024      | Sueño Georgiano |
| Ministro de Educación, Ciencias y Juventud de Georgia                                         | Giorgi Amilakhvari  | 20 de marzo de 2023 - 26 de octubre de 2024     | Sueño Georgiano |
| Ministro de Protección del Medio Ambiente y Agricultura                                       | Otar Shamugia       | 9 de febrero de 2022 – 26 de octubre de 2024    | Sueño Georgiano |
| Ministro de Defensa                                                                           | Irakli Chikovani    | 9 de febrero de 2024 - 26 de octubre de 2024    | Sueño Georgiano |
| Ministro de Desarrollo Regional e Infraestructura                                             | Irakli Karseladze   | 22 de febrero de 2022 - 26 de octubre de 2024   | Sueño Georgiano |
| Ministro de Cultura y Deportes                                                                | Tinatin Rukhadze    | 18 de octubre de 2024 – 26 de octubre de 2024   | Sueño Georgiano |
| Ministro de Estado para la Reconcilación y la Igualdad Civil                                  | Tea Akhvlediani     | 6 de agosto de 2020 – 26 de octubre de 2024     | Sueño Georgiano |

## Oposición
- Unidad - Movimiento Nacional
- Coalición para el Cambio

- Georgia Fuerte

- Para Georgia